# Bahnhof Chur
Bahnhof Chur vasútállomás Svájcban, Graubünden kantonban, Chur településen. Az állomás a normál nyomtávolságú vonatok számára fejpályaudvar, az 1000 mm-es vonatoknak azonban átjárható átmenő állomás.

## Vasútvonalak
Az állomást az alábbi vasútvonalak érintik:
- Chur–Arosa-vasútvonal
- Landquart–Thusis-vasútvonal
- Chur–St. Margrethen-vasútvonal
- Sargans–Chur-vasútvonal
- Landquart–Chur railway line

## Kapcsolódó állomások
A vasútállomáshoz az alábbi állomások vannak a legközelebb:
- Chur Wiesental (Rhaetian vasútállomás) (Schiers (Rhaetian vasútállomás), Landquart vasútállomás, Landquart–Thusis-vasútvonal, S1)
- Landquart vasútállomás (Bahnhof Sargans, Rorschach vasútállomás, Chur–St. Margrethen-vasútvonal, S12)
- Chur Stadt (Rhaetian vasútállomás) (Bahnhof Arosa, Chur–Arosa-vasútvonal)
- Chur West (Rhaetian vasútállomás) (Thusis (Rhaetian vasútállomás), Rhäzüns (Rhaetian vasútállomás), Landquart–Thusis-vasútvonal, S2, S1)
- Reichenau-Tamins (Rhaetian vasútállomás) (St. Moritz (Rhaetian vasútállomás), Zermatt vasútállomás, Stazione di Tirano, Glacier-Express, Bernina Express)

## Forgalom

### SBB
- ICE Chur - Landquart - Sargans -Zürichi főpályaudvar - Basel SBB - Basel Bad Bf - Freiburg (Breisgau) Hbf - Baden-Baden - Karlsruhe - Mannheim Hbf - Frankfurt am Main - Kassel-Wilhelmshöhe - Göttingen - Hannover Hbf - Hamburg Hbf - Hamburg Dammtor - Hamburg-Altona
- IC Chur - Landquart - Sargans - Zürich HB (- Basel SBB)
- RE "Rheintal-Express" Chur - Landquart - Bad Ragaz - Sargans - Buchs SG - Altstätten - Heerbrugg - St. Margrethen -Rorschach - St. Gallen - Gossau SG - Flawil - Uzwil - Wil SG
- RE Chur - Landquart - Bad Ragaz - Sargans - Walenstadt - Ziegelbrücke - Siebnen-Wangen - Pfäffikon SZ - Wädenswil - Thalwil - Zürich HB
- S12 Chur - Landquart - Maienfeld - Bad Ragaz - Sargans

### RhB
- S 1 Schiers - Landquart - Chur - Felsberg - Domat/Ems - Reichenau-Tamins - Rhäzüns
- S 2 Chur - Felsberg - Domat/Ems - Reichenau-Tamins - Rhäzüns - Thusis
- GEX Zermatt - Visp - Brig - Fiesch - Andermatt - Disentis/Mustér - Chur - Thusis - Tiefencastel - Filisur (- Davos Platz/) Bergün - Samedan - Celerina St. Moritz (Glacier-Express; Gemeinschaftsprojekt der RhB und MGB)
- BEX Chur - Tiefencastel - Filisur - Bergün - Pontresina - Poschiavo - Tirano (Bernina-Express)
- RE Scuol-Tarasp - Vereinatunnel - Klosters - Saas - Küblis - Jenaz - Schiers - Malans - Landquart - Igis - Zizers - Untervaz-Trimmis - Haldenstein - Chur - Reichenau-Tamins - Trin - Versam-Safien - Valendas - Ilanz - Trun - Disentis/Mustér
- RE Chur - Domat/Ems - Reichenau-Tamins - Thusis - Tiefencastel - Filisur - Bergün - Preda - Bever - Samedan - Celerina - St. Moritz
- R Chur - Lüen-Castiel - Peist - Langwies - Litzirüti - Arosa
- R Chur - Domat/Ems - Reichenau-Tamins - Bonaduz - Rhäzuns - Rothenbrunnen - Cazis - Thusis - Tiefencastel - Surava - Alvaneu - Filisur - Bergün - Preda - Spinas - Bever - Samedan - Celerina - St. Moritz
- R Chur - Scuol-Tarasp